# Musée alpin Duc des Abruzzes
Le musée alpin « Duc des Abruzzes » est un musée situé à Courmayeur, en Vallée d'Aoste.

## Description
Le musée si situe dans le bâtiment de la Société des guides de Courmayeur. Il illustre l'histoire du métier de guide alpin.

## Histoire
Voulu par Louis-Amédée de Savoie, Duc des Abruzzes, le musée est inauguré en 1929. Il a été rénové en 1950, à l'occasion du 150e anniversaire de la Société des guides. Il est à nouveau modernisé en 2013.
Durant la pandémie de Covid-19 le musée s'associe avec le musée alpin de Chamonix pour créer une plateforme muséographique en ligne,.

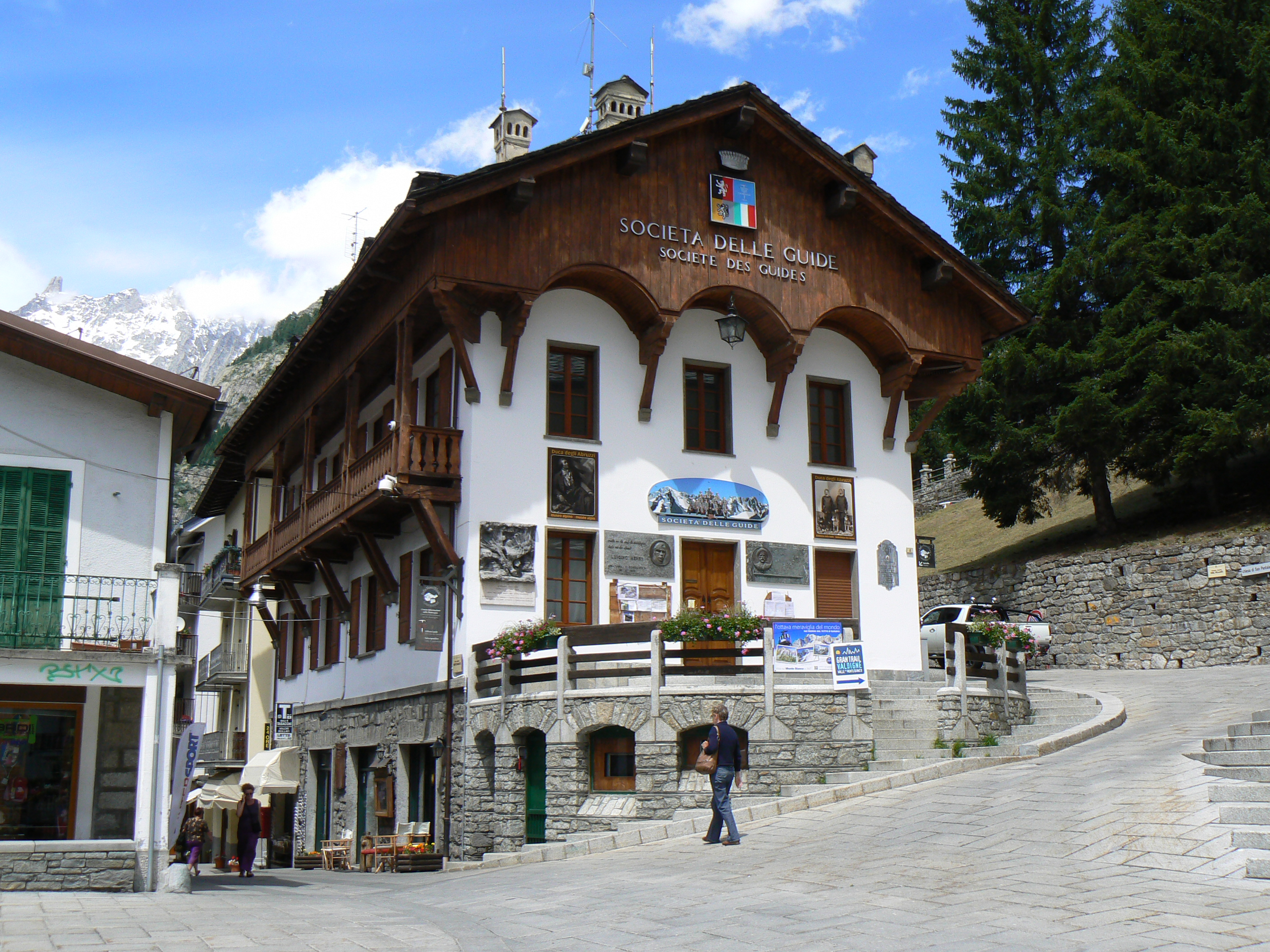
Le siège du musée et de la Société des guides de Courmayeur
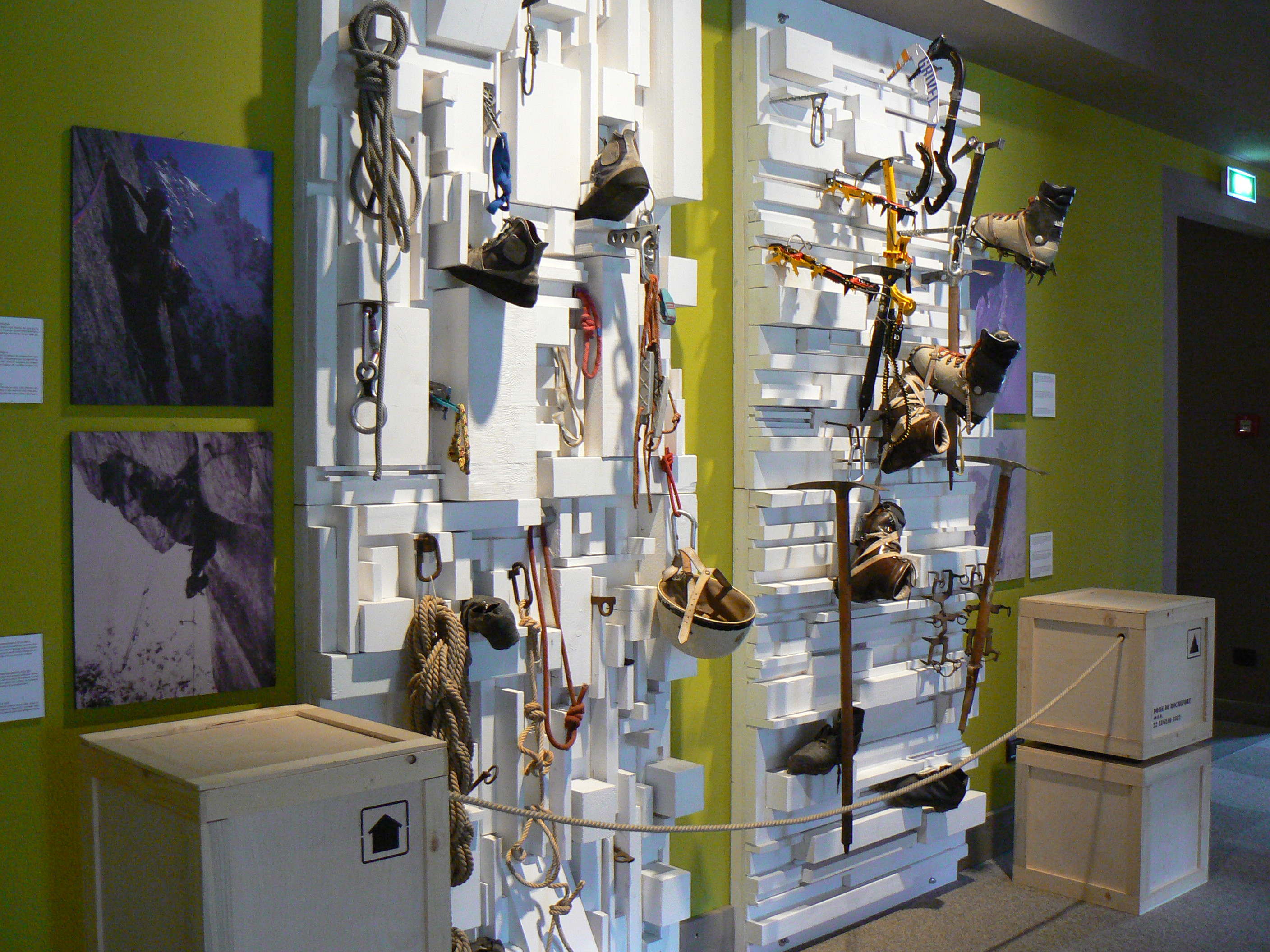
Exposition de piolets, chaussures d'escalade et crampons.
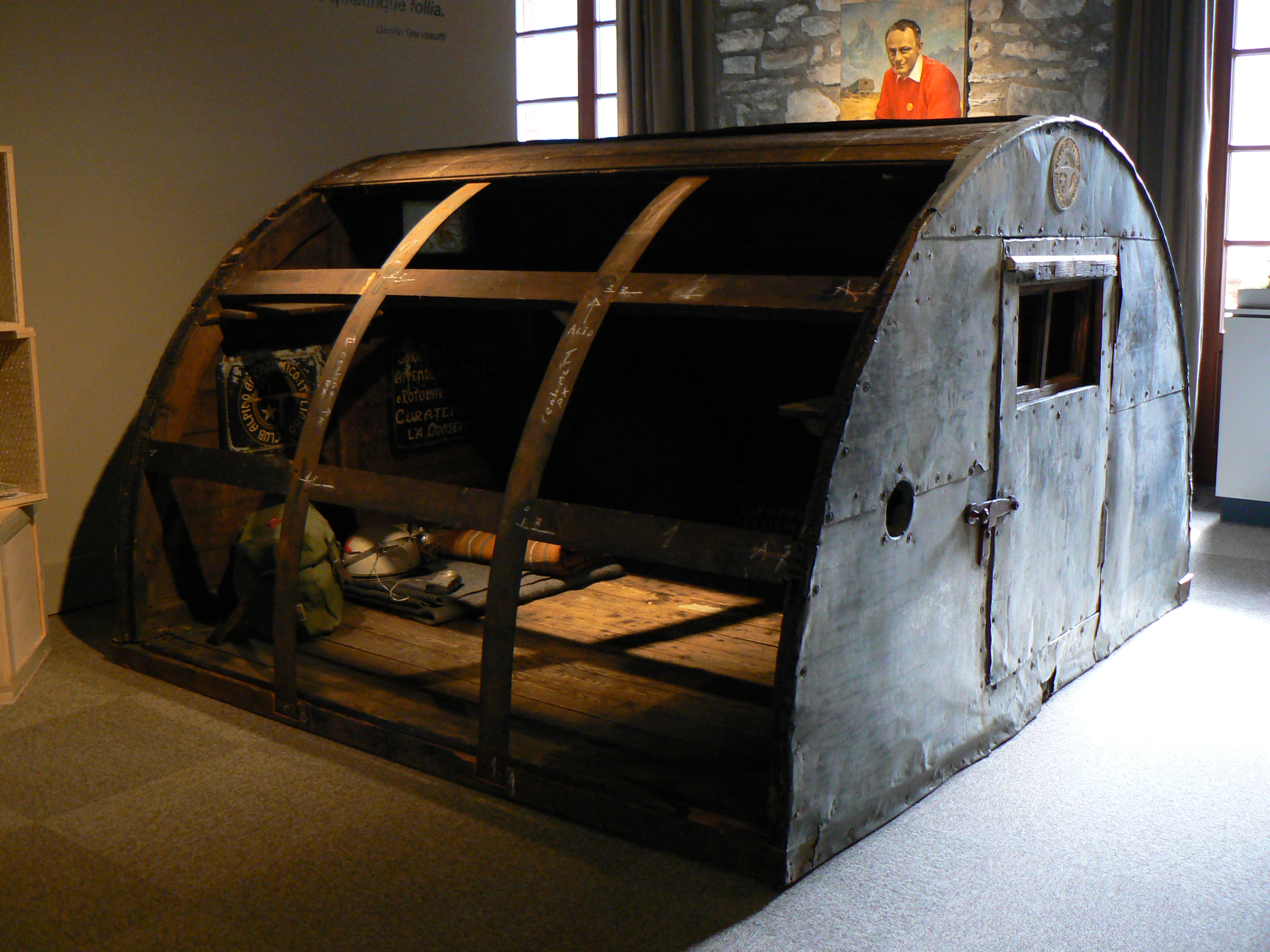
Le bivouac de Frébouge.
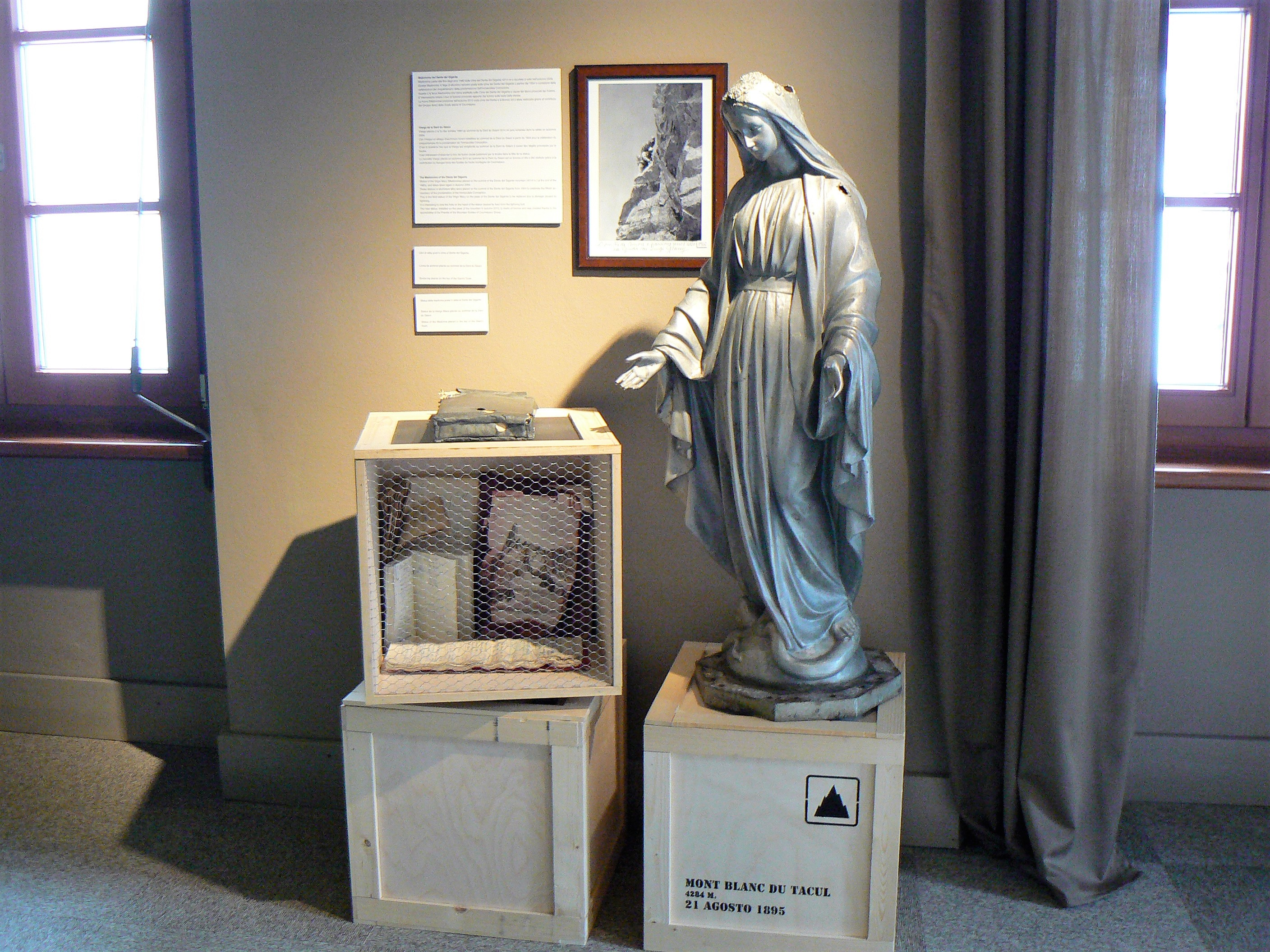
Statue de la Vierge du Mont Blanc du Tacul, frappée par la foudre.
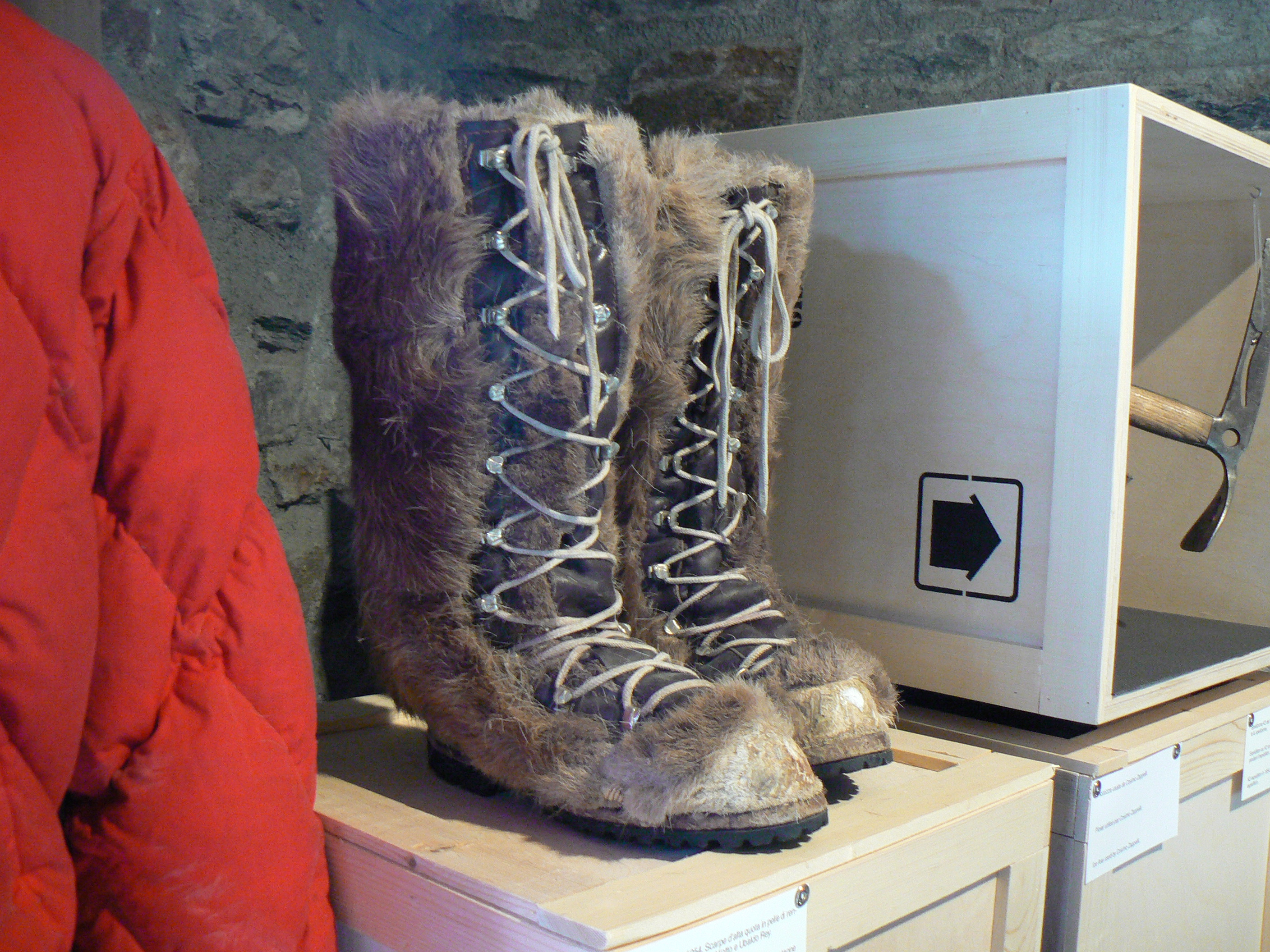
Chaussures en peau de renne utilisées lors de l'expédition au K2 de 1954.